# Sociometria
Sociometria (do latim socius + metrum) é uma ferramenta analítica para estudo de interações entre grupos.
Foi desenvolvida pelo psicoterapeuta Jacob Levy Moreno nos seus estudos sobre a relação entre estruturas sociais e bem-estar psicológico. Nascida na década de 1930, a sociometria deu origem à ciências das redes sociais.

## Conceito
A palavra sociometria, derivada do latim, é resultante da junção das palavras socius (social) e metrum (medida). Podemos então a partir da sua definição etimológica, entender como referente ao estabelecimento de medidas de variáveis sociais, ou medição do grau de vinculação entre indivíduos de um grupo.
A sociometria explora, mapeia e mensura relações ou vínculos estabelecidos entre forças sociais individuais, que por um olhar direto não é perceptível, atuando em redes de interação no seio de um grupo de uma determinada organização (empresa, sala de aula, comunidade partidária ou grupamento de militares). A sociometria pode ser entendida também como o estudo dos vínculos existentes entre indivíduos, enquanto formadores sociais.

## Técnica
A técnica sociométrica e o sociograma (que é a sua representação gráfica) permitem verificar como estão as relações sociais no ambiente de trabalho, reconhecer os líderes aceitos e identificar as pessoas que, por algum motivo, estão marginalizadas, reconhecer as redes sociais: conjuntos específicos de ligações entre um determinado conjunto de indivíduos. panelinhas: grupos informais relativamente permanentes, envolvendo a amizade. Estrelas: os indivíduos que fazem conexão entre dois ou mais grupos, sem serem membros de qualquer um deles. Pontes: os indivíduos que servem de ligação ao pertencer a dois ou mais grupos. Isolados: os indivíduos que não estão conectados à rede social.
Moreno propõe um instrumento, o teste sociométrico, que consiste num questionário com um número limitado de perguntas (até 5), em que cada membro do grupo é interrogado sobre as suas preferências em situações muito concretas e por ordem de prioridades.
Os resultados do teste são registados num quadro de dupla entrada, denominada por matriz sociométrica, apresentando as suas preferência e rejeições.

## Psicodrama
De acordo com Moreno, há três regras do psicodrama, sendo a primeira a integração de três partes, como o aquecimento, a ação e a volta ao grupo. A segunda regra é a de que o sujeito escolherá sempre que possível, o momento, o lugar, a cena, e o ego auxiliar que necessita para representação do psicodrama. A terceira regra é que a representação psicodramática deve procurar uma aproximação gradual de situações traumatizantes para o sujeito, proporcionando tempo para que este se adapte progressivamente.
1. ↑  Concer, Ronald. «O que é Sociometria?». Dr. Ronald Concer | Modelagem para Problemas Complexos. Consultado em 25 de maio de 2023